# Спринг Лејк (Јута)
Спринг Лејк (енгл. Spring Lake) насељено је место без административног статуса у америчкој савезној држави Јута.

## Демографија
По попису из 2010. године број становника је 458, што је 11 (-2,3%) становника мање него 2000. године.
| Група             | 2000.       | 2010.       |
| Белци             | 385 (82,1%) | 428 (93,4%) |
| Афроамериканци    | 0 (0,0%)    | 4 (0,9%)    |
| Азијати           | 2 (0,4%)    | 0 (0,0%)    |
| Хиспаноамериканци | 65 (13,9%)  | 21 (4,6%)   |
| Укупно            | 469         | 458         |